# Carry On Laughing!
Carry on Laughing! ist eine 13-teilige britische Comedy-Serie, die als Ableger der Carry-On-Filmreihe produziert wurde.
Die 13 Episoden verteilen sich auf 2 Staffeln. Produziert wurde die Serie 1975 von Peter Rogers und Gerald Thomas für den britischen Fernsehsender ATV.
Die erste Staffel umfasst sechs Episoden, die zwischen dem 4. Januar und dem 8. Februar 1975 ausgestrahlt wurden und historische Stoffe bzw. Romane parodieren. Im Einzelnen handelt es sich um die Episoden The Prisoner of Spenda, The Baron Outlook, The Sobbing Cavalier, Orgy and Bess, One in the Eye for Harold und The Nine Old Cobblers.
Die zweite Staffel folgte vom 26. Oktober bis zum 7. Dezember 1975 und umfasste sieben Episoden, wobei sich in drei Fällen jeweils zwei Episoden mit dem gleichen Thema befassen. Die Staffel besteht dabei aus den Episoden Under the Round Table, The Case of the Screaming Winkles, And in My Lady’s Chamber, Short Knight Long Daze, The Case of the Coughing Parrot, Who Needs Kitchener? und Lamp-Posts of the Empire.
Die Serie greift auf einen Teil der Haupt- und Nebendarsteller der Carry On...-Filmreihe zurück. So haben unter anderem die aus der Filmreihe bekannten Darsteller Jack Douglas (12 Episoden), Kenneth Connor (12 Episoden), Joan Sims (11 Episoden), Peter Butterworth (8 Episoden), Barbara Windsor (8 Episoden), Bernard Bresslaw (5 Episoden), Sidney James (4 Episoden), Hattie Jacques (1 Episode) und Patsy Rowlands (1 Episode) Auftritte.
Eine deutsche Synchronisation der Reihe gibt es bislang nicht. Die Serie darf nicht mit der fast gleichnamigen Compilation-Serie Carry on laughing verwechselt werden.